# Туреччина на зимових Олімпійських іграх 1960
Туреччина брала участь у Зимових Олімпійських іграх 1960 року в Скво-Веллі (США) в четвертий раз за свою історію, але не завоювала жодної медалі. Країну представляло 2 спортсмени, які виступали у змаганнях з гірськолижного спорту.